# 安献楼
安献楼位于中国福建省厦门市鼓浪屿，是全国重点文物保护单位鼓浪屿近代建筑群的十个子项目之一。

## 历史
基督复临安息日会于1904年传入厦门鼓浪屿。并以此为基地，传入闽南各地。鼓浪屿最初的布道所位于泉州路81号，1912年迁往鼓声路14号，并开办美华中学。
1934年，安理纯牧师又在鸡山路18号山头上兴建一幢白色花岗岩石砌三层建筑，开设美华女校。这座建筑取名安献楼，以纪念安理纯牧师的功绩。其立面较简洁，只是在入口处设有台阶、四根圆柱和三角形山花为装饰。
由于安息日会在鼓浪屿的信徒日益增加，于1938年将礼拜堂自鼓声路14号迁到安献楼二楼，名为安献堂。
1950年代，安献堂被关闭，改为小学。目前安献堂已经归还安息日会，开设养老院。鼓浪屿的安息日会礼拜在附近的民宅内进行。